# Nomada flaviceps
Nomada flaviceps là một loài Hymenoptera trong họ Apidae. Loài này được Cresson mô tả khoa học năm 1865.